# Uwe Spies
Uwe Spies (* 8. Juli 1967 in Riedlingen in Baden-Württemberg) ist ein ehemaliger deutscher Fußballspieler.

## Karriere
Spies begann seine Karriere 1985 beim SSV Ulm 1846. Als 18-Jähriger erzielte er 17 Tore in der Oberliga 1985/86 und stieg mit Ulm in die 2. Bundesliga auf. 1988 folgte der Wiederabstieg in die Oberliga Baden-Württemberg. 1990 wechselte er zum damaligen Zweitligisten SC Freiburg. Mit elf Treffern war der Stürmer am Aufstieg der Freiburger 1993 beteiligt und wurde auch in der Bundesliga zu einem Leistungsträger. In der Saison 1994/95 kam Spies bei allen 34 Saisonspielen zum Einsatz, erzielte 13 Tore und hatte damit Anteil an der Qualifikation für den UEFA-Pokal.
Nachdem Freiburg 1997 abgestiegen war, verließ Spies den Verein nach 80 Erstligaspielen (20 Tore) und wechselte zum MSV Duisburg. Beim MSV absolvierte er weitere 86 Erstligaspiele und traf 14-mal. Er erreichte das Endspiel im DFB-Pokal 1997/98, das seine Mannschaft gegen den FC Bayern München mit 1:2 verlor. Im Jahr 2000 beendete er seine Karriere.
Von 2004 bis 2006 war Spies Sportdirektor beim VfR Aalen.